# Denis Mahon
Sir John Denis Mahon (Londra, 8 novembre 1910 – Londra, 24 aprile 2011) è stato un collezionista d'arte e storico dell'arte britannico.

## Biografia

Denis Mahon (il secondo da sinistra) con Andrea Emiliani, Cesare Gnudi ed Eugenio Riccomini

Nato da una ricca famiglia di banchieri di origine irlandese, poté dedicarsi sin da giovane agli studi di storia dell'arte e al collezionismo; tuttavia nel periodo in cui soprattutto formò la sua straordinaria collezione di pittura barocca italiana, vale a dire tra i primi anni '30 e gli anni '50, si potevano trovare sul mercato molti dipinti di altissima qualità di pittori seicenteschi a prezzi abbordabili, essendo gli studi in questo campo del tutto agli albori, dopo il "rifiuto" della critica del XIX secolo e del primo Novecento verso tutto ciò (specie in pittura) che sapesse di Barocco (si pensi ad esempio al pregiudizio di critici come John Ruskin e lo stesso Bernard Berenson).
Formatosi a Eton e all'Università di Oxford, il suo incontro con lo studioso tedesco Otto Kurz rifugiatosi, tra i tanti, in Inghilterra, lo convinse a specializzarsi nello studio del pittore di Cento Giovan Francesco Barbieri detto il Guercino, cui dedicò tutta la sua vita e di cui era considerato il massimo conoscitore. Mahon compì pure studi approfonditi sui Carracci, su Guido Reni, nonché su Caravaggio e Poussin.
Del 1956 la sua prima mostra sui Carracci a Bologna e del 1962 L'ideale classico del Seicento in Italia e la pittura di paesaggio. Per mezzo secolo Denis Mahon continuò a lavorare tra Londra e Bologna a fianco di Francesco Arcangeli e di Andrea Emiliani. Quest'ultimo è stato tra i proponenti della laurea honoris causa in discipline dell'arte, della musica e dello spettacolo che l'Ateneo bolognese conferì allo studioso britannico nel 2002.
Famose sono le mostre di Guercino da lui curate e svoltesi a Bologna nel 1968-69 (dipinti e disegni) e ancora a Bologna e Cento nel 1991, per i 400 anni dalla sua nascita, i cui cataloghi sono tuttora opere fondamentali. In collaborazione con lo storico italiano Luigi Salerno, scrisse inoltre il catalogo completo I dipinti del Guercino (Roma, Ugo Bozzi editore, 1988).
Nel 1990, Mahon donò l'intera sua collezione d'opere d'arte, composta di 57 pezzi, a vari musei, tra cui la Pinacoteca Nazionale di Bologna e la National Gallery of Ireland di Dublino.
Nel 2001 donò un Cristo coronato di spine di Guido Reni alla Pinacoteca Nazionale di Bologna, istituzione di cui fu uno dei grandi mecenati.
Nel 2007, un dipinto (vedi I bari) - considerato di un anonimo seguace di Caravaggio e acquistato da Mahon l'anno precedente per 50.400 sterline - fu riconosciuto come un'opera autentica del Merisi: si tratta di una prima, più giovanile versione de I bari, ora conservata nel Museum of the Order of St. John a Clerkenwell, Londra.

### Morte
È scomparso nel 2011, 5 mesi dopo il suo 100-esimo compleanno.